# Сарачево
Сарачево или Сараџа (грч. Βαλτοχώρι, Валтохори) је насељено место у општини Илиџијево у периферији Средишња Македонија, Грчка. Према попису из 2021. године било је 179 становника.
Српски географ Боривоје Милојевић, 1920. године наводи да је у Сарачеву било 30 кућа Словена хришћана и 5 кућа Рома муслимана. Током Првог светског рата насељен је известан број грчких колониста. Село је на попису из 1928. године имало 284 становника. Македонски историчар Тодор Симовски, 1998. године наводи да су Словени већина у Сарачеву.